# 短总序荛花
短总序荛花（学名：Laplacea capitato-racemosa）是山茶科南美大头茶属的植物，是中国的特有植物。分布在中国大陆的西藏、云南、四川等地，生长于海拔2,200米至3,800米的地区，多生于干热河谷和山坡灌丛中，目前尚未由人工引种栽培。